# Tribuana
Tribuana is een bestuurslaag in het regentschap Banjarnegara van de provincie Midden-Java, Indonesië. Tribuana telt 3278 inwoners (volkstelling 2010).